# Chatonrupt-Sommermont
 Chatonrupt-Sommermont  es una población y comuna francesa, en la región de Champaña-Ardenas, departamento de Alto Marne, en el distrito de Saint-Dizier y cantón de Joinville.

## Demografía
| 370 | 343 | 320 | 298 | 312 | 321 |
| Para los censos de 1962 a 1999 la población legal corresponde a la población sin duplicidades (Fuente: INSEE [Consultar]) |     |     |     |     |     |